# L'Extravagant Voyage du jeune et prodigieux T. S. Spivet
Cet article concerne le roman. Pour le film adapté, voir L'Extravagant Voyage du jeune et prodigieux T. S. Spivet (film).
L'Extravagant Voyage du jeune et prodigieux T. S. Spivet (titre original : The Selected Works of T. S. Spivet) est le premier roman de l'auteur américain Reif Larsen (en), publié pour la première fois en 2009 aux États-Unis.

## Résumé
Il raconte l'histoire d'un jeune prodige de douze ans, Tecumseh Sansonnet Spivet dit T. S. Spivet, passionné par la cartographie et les illustrations scientifiques. Un jour, le musée Smithsonian l'appelle : il a obtenu le très prestigieux prix Baird et il est invité à venir faire un discours. Il décide alors de traverser les États-Unis dans un train de marchandises pour rejoindre Washington. T. S. entreprend alors un voyage initiatique qui lui permettra peut-être de comprendre enfin comment marche le monde…

## Éditions

### Édition originale américaine
- (en) Reif Larsen, The Selected Works of T. S. Spivet : [a novel], New York, Penguin Press, 5 mai 2009, 374 p., 25 cm (ISBN 978-1-59420-217-9, LCCN 2009006277)

### Éditions françaises
- Reif Larsen (trad. de l'anglais par Pascal Hannah), L'Extravagant Voyage du jeune et prodigieux T. S. Spivet [« The Selected Works of T. S. Spivet »], Paris, NiL Éditions, 8 avril 2010, 374 p., 23 cm (ISBN 978-2-84111-409-2, BNF 42176702)
- Reif Larsen (trad. de l'anglais par Pascal Hannah), L'Extravagant Voyage du jeune et prodigieux T. S. Spivet [« The Selected Works of T. S. Spivet »], Paris, Librairie générale française, coll. « Le Livre de poche » (no 32190), 15 juin 2011, 408 p., 19 cm (ISBN 978-2-253-15976-6, BNF 42559869)

## Format
Le format de ce livre est assez particulier — 19,8 cm × 23,0 cm en grand format, 14 cm × 19 cm en version de poche, pour les éditions françaises — car des notes, cartes et dessins, prétendument réalisés par T. S. Spivet, sont présents en marge des pages.

## Adaptation cinématographique
Fin 2011, Jean-Pierre Jeunet annonce qu'il va adapter le livre au cinéma. Le tournage du film commence au printemps 2012 au Canada et aux États-Unis. Le long-métrage, en relief, sort en France en octobre 2013.